# Pseudococcus swezeyi
Pseudococcus swezeyi är en insektsart som beskrevs av Edward MacFarlane Ehrhorn 1916.
Pseudococcus swezeyi ingår i släktet Pseudococcus och familjen ullsköldlöss. Inga underarter finns listade i Catalogue of Life.